# Мала Зубівщина
Мала́ Зубі́вщина (чеськ. Mala Zubivščyna) — село в Україні, у Коростенському районі Житомирської області. Населення становить 580 осіб.

## Історія
Село заснували у 1870 році переселенці із Чехії, 6 чеських родин. На початку ХХ ст. в селі вже проживало близько 500 жителів. Село постраждало від розкуркулення. Після Другої світової війни, за договором між СРСР і Чехословачинною, до Чехії виїхало чимало жителів, друга хвиля еміграції була на початку 90-х. Третя хвиля еміграції розпочалася у 2015 році, коли Чехія запровадила програму репатріації осіб чеського походження.
Станом на 2019 рік село знаходиться в занедбаному стані. Чехів і їхніх нащадків лишилося лише близько 50 чоловік. Чехи між собою спілкуються ще чеською, але з українцями — українською. Чехи значною мірою асимілювалися, хоча ще до Другої світової війни село було заселено переважно чехами.

## Населення

### Мова
Розподіл населення за рідною мовою за даними перепису 2001 року:
| Мова            | Кількість | Відсоток |
| --------------- | --------- | -------- |
| українська      | 512       | 88.28%   |
| російська       | 39        | 6.72%    |
| інші/не вказали | 29        | 5.00%    |
| Усього          | 580       | 100%     |

## Транспорт
Станом на 2019 рік є транспортне сполучення із Коростенем. Автобус їде о 9 ранку до Коростеня, а о 14-10 їде назад. До електрички 8 км.

## Освіта
В селі є школа.

## Культура та кухня
Нащадки чехів частково зберегли культуру і кухню. Так, на день святого Вацлава і день святого Йозефа пізно ввечері до хат чоловіків з такими іменами приходив духовий оркест і грав музику. Після музичної гри гостей пригощали. Традиція практично втрачена після 90-х років через значну еміграцію до Чехії.
В селі діє клуб.
У кухні малозубівчан поширене використання в якості приправи кмину.

## Релігія
Більшість селян — православні. Чехи після переселення до України (тоді Україна входила до Російської імперії) прийняли православ'я.

## Галерея

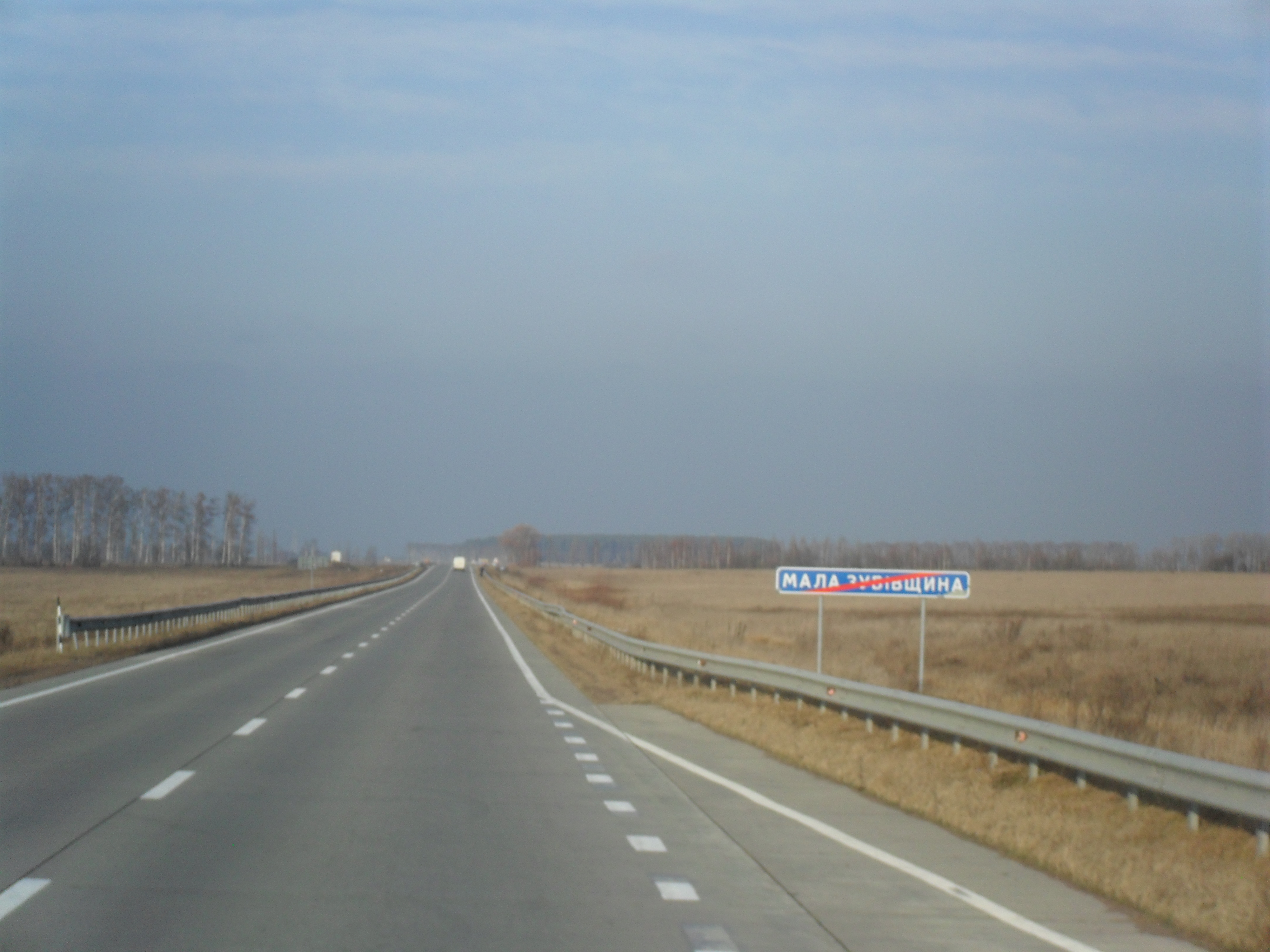
Дорожній знак при виїзді з села на автошляху М 07